# باتالاگه
باتالاگه (به صربی: Batalage) یک منطقهٔ مسکونی در صربستان است که در کوتسیوا واقع شده‌است.